# Ana Ambraziené
Ana Ambraziené-Kostecka, litovska atletinja, * 14. april 1955, Tarakonys, Sovjetska zveza, † 12. februar 2025, Vilna, Litva.
Nikoli ni nastopila na poletnih olimpijskih igrah. Na svetovnih prvenstvih je v teku na 400 m z ovirami osvojila srebrno medaljo leta 1983. 11. julija 1983 je postavila svetovni rekord v teku na 400 m z ovirami s časom 54,02, veljal je eno leto.